# Boom (Lied)
Boom ist die 22. Single des US-amerikanischen Rappers Snoop Dogg in Zusammenarbeit mit T-Pain. Sie wurde am 8. März 2011 veröffentlicht und ist die erste Single seines elften Studioalbums Doggumentary. In diesem Party-Song animieren die beiden Sänger zum Feiern und Snoop Dogg besingt auf vielfältige Weise seine Liebe zu Marihuana.

## Hintergrund
Der Song wurde von Scott Storch produziert. T-Pain wurde als Feature in Betracht gezogen und übernahm letztendlich den Refrain. Der Song enthält Samples des Liedes Situation der Band Yazoo.

## Musikvideo
Das Musikvideo unter der Regie von Dylan C. Brown spielt in einem fabrikartigen Underground-Club in einer dystopischen Zukunft, in der Amerika untergegangen ist. Snoop Dogg und T-Pain müssen sich zunächst mit einem Handscanner identifizieren. Danach feiern sie sich selbst als Mittelpunkt der Party, umringt von tanzenden Frauen.

## Charts und Chartplatzierungen
Boom war nicht besonders erfolgreich. In dem Vereinigten Königreich kam es auf Platz 57 und in den USA auf Platz 76. In Deutschland, Österreich und der Schweiz blieb es unplatziert.
| ChartsChartplatzierungen       | Höchstplatzierung | Wochen |
| ------------------------------ | ----------------- | ------ |
| Vereinigtes Königreich (OCC)   | 56 (6 Wo.)        | 6      |
| Vereinigte Staaten (Billboard) | 76 (4 Wo.)        | 4      |